# Robert Redl
Robert „Robe“ Redl (* 7. November 1950 in Stuttgart; † 27. Mai 2016) war ein deutscher Fußballspieler.

## Werdegang
Redl spielte in der Jugend des VfL Herrenberg. Über die Jugend der Stuttgarter Kickers, gelang ihm der Sprung in die zweite Mannschaft der Kickers. Am 4. April 1970 gab er im Auswärtsspiel beim FSV Frankfurt sein Profidebüt. Fortan war er sieben Jahre lang für den Stuttgarter Traditionsverein aktiv und absolvierte dabei 134 Spiele. Nach seiner Zeit bei den Kickers spielte der gebürtige Herrenberger noch für die SV Böblingen.

## Privates
Robert Redl war von Beruf Werkzeugmacher.